# Polska Eskadra Balonowa
Polska Eskadra Balonowa (ang. Polish Balloon Flight) – polska jednostka wojskowa sformowana w Wielkiej Brytanii podczas II wojny światowej.

## Geneza i personel
10 lipca 1940 rozpoczęła się bitwa o Anglię, co wiązało się ze znacznym wzrostem nalotów niemieckich sił powietrznych Luftwaffe na brytyjskie miasta i cele strategiczne. W związku z tym siły powietrzne Wielkiej Brytanii Royal Air Force (RAF) podjęły decyzję o zwiększeniu liczby jednostek balonów zaporowych. Z tego powodu 15 września 1940 sformowano Polską Eskadrę Balonową pod dowództwem pułkownika Hilarego Grabowskiego. Eskadra składała się z 6 oficerów oraz 148 podoficerów i szeregowych. Personel rekrutował się głównie z żołnierzy przedwojennych polskich batalionów balonowych, które stacjonowały w Toruniu (1 Batalion Balonowy) i Jabłonnie koło Legionowa (2 Batalion Balonowy). Później w wyniku rotacji personelu nastąpiła wymiana obsady i znaczną część obsługi balonów stanowiły kobiety. Szkolenie eskadry rozpoczęło się 15 października 1940 w brytyjskim ośrodku szkoleniowym No. 1 Balloon Training Unit RAF w angielskiej wsi Cardington. 

## Działania bojowe
1 grudnia 1940 Polska Eskadra Balonowa osiągnęła gotowość operacyjną. 20 grudnia jako Eskadra C została włączona do 945 Dywizjonu Balonowego RAF stacjonującego w szkockim mieście Glasgow. Eskadra w składzie 5 oficerów i 120 szeregowych obsadziła 10 lub 12 posterunków balonowych w północno-zachodniej części Glasgow, osłaniając doki Queen’s Dock, węzeł kolejowy i zakłady przemysłowe. Na uzbrojeniu eskadry znajdowały się brytyjskie balony zaporowe typu LZ Mk. VII oraz ściągarki Wild. Innowacją dla polskich baloniarzy były stałe posterunki balonowe stworzone z betonowych bloków z wielokrążkiem, posadowione na ziemi – dzięki temu obsługa balonów była sprawniejsza, bo mogły być przygotowane przez mniejszą niż zwykle liczbę żołnierzy a podczas biwaku wymagały mniejszej ilości balastu. W trakcie służby personel eskadry został przeszkolony na kursach obsługi i eksploatacji balonów zaporowych, morskich i przeznaczonych do skoków spadochronowych, kursach na operatorów ściągarek i produkcji wodoru w wytwórniach polowych oraz kursach na kierowców pojazdów mechanicznych co znacznie usprawniało obsługę sprzętu, bo każdy z żołnierzy eskadry miał co najmniej dwie specjalizacje. 
22 lipca 1942 eskadrę przeniesiono do 929 Dywizjonu Balonowego RAF w rejon szkockiej zatoki Firth of Forth, gdzie na północnym brzegu wzmocniła osłonę mostu kolejowego Forth Bridge, lotniska morskiego Donibristle i bazy Royal Navy w Rosyth – obsadzono tam od 12 do 14 posterunków balonowych. Część żołnierzy została zaangażowana do ochrony konwojów przybrzeżnych. Na pokładach statków używano brytyjskich balonów zaporowych typu LZ Mk. V. Jednocześnie jeden balon został przystosowany do szkolenia skoczków spadochronowych – była to powiększona kopia balonu LZ Mk. VII który został ochrzczony imieniem „Dumbo” ze względu na ciężkie kształty i podobieństwo do latającego słonia z disneyowskich filmów. Służył on w szkockim mieście Leven do szkolenia żołnierzy polskiej 1 Samodzielnej Brygady Spadochronowej dowodzonej przez pułkownika (późniejszego generała) Stanisława Sosabowskiego. 
Na przełomie czerwca i lipca 1944 eskadra została przesunięta w pobliże miasta Redhill na południu Anglii, gdzie obsadziła 22 balonowe posterunki biorąc udział w obronie Londynu przed atakami niemieckich samolotów-pocisków V-1. 27 sierpnia została przesunięta na wschód w okolice miasta Rochester. W tym czasie eskadra używała również amerykańskich balonów zaporowych typu US/BB Mk. VIII i US/BB Mk. XII. 
13 października 1944 eskadra została przeniesiona do 15 Ośrodka Balonowego RAF w Newcastle upon Tyne na północy Anglii gdzie została przemianowana na Polską Jednostkę Balonową (ang. Polish Balloon Unit). Stało się to po rozwiązaniu brytyjskiego RAF Balloon Command. 19 grudnia 1945 jednostka została przeniesiona do Cardington, gdzie pozostawała aż do rozwiązania w lipcu 1946.